# August (Eric Clapton)
| Recensione | Giudizio |
| ---------- | -------- |
| AllMusic   | [ 1 ]    |

August è il decimo album in studio del musicista inglese Eric Clapton, pubblicato nel 1986.

## Tracce
1. It's in the Way That You Use It – 4:11 (Eric Clapton, Robbie Robertson)
2. Run – 3:39 (Lamont Dozier)
3. Tearing Us Apart – 4:15 (Eric Clapton, Greg Phillinganes)
4. Bad Influence – 5:09 (Robert Cray, Greg Phillinganes)
5. Walk Away – 3:52 (Richard Feldman)
6. Hung Up on Your Love – 3:53 (Lamont Dozier)
7. Take a Chance – 4:54 (Eric Clapton, Greg Phillinganes)
8. Hold On – 4:56 (Eric Clapton, Phil Collins)
9. Miss You – 5:06 (Eric Clapton, Bobby Colomby, Greg Phillinganes)
10. Holy Mother – 4:55 (Stephen Bishop, Eric Clapton)
11. Behind the Mask – 4:47 (Chris J. Mosdell, Ryūichi Sakamoto)
12. Grand Illusion – 6:23 (Bob Farrell, David Robbins, Wesley Stephenson)

## Formazione
- Eric Clapton – chitarra, voce; produzione su It's in the Way That You Use It
- Nathan East – basso
- Phil Collins – batteria, percussioni, cori
- Greg Phillinganes – tastiere, voce, cori
- Dave Bargeron – trombone
- Michael Brecker – sassofono
- Randy Brecker – tromba
- Jon Faddis – tromba

### Altri musicisti
- Tina Turner – voce su Tearing Us Apart, cori su Hold On
- Henry Spinetti – batteria su It's in the Way That You Use It
- Gary Brooker – tastiere, voce su It's in the Way That You Use It
- Laurence Cottle – basso su It's in the Way That You Use It
- Richard Cottle – sintetizzatore su It's in the Way That You Use It
- Richard Feldman – tastiere su Walk Away
- Katie Kissoon – cori su Take a Chance, Holy Mother, Behind the Mask
- Tessa Niles – cori su Take a Chance, Holy Mother, Behind the Mask
- Magic Moreno – cori su Take a Chance

### Personale tecnico
- Leon Pendarvis – arrangiamenti per fiati
- Magic Moreno – ingegneria del suono
- Steve Chase – ingegneria del suono su It's in the Way That You Use It
- John Jacobs – ingegneria del suono su It's in the Way That You Use It
- Paul Gommersall – ingegneria del suono
- Peter Hefter – ingegneria del suono
- Terry O'Neill – fotografia

## Classifiche di fine anno
| Classifica (1987) | Posizione |
| ----------------- | --------- |
| Italia            | 87        |